# Ulica Powiśle w Krakowie
Ulica Powiśle – ulica w Krakowie, w dzielnicy I Stare Miasto, na Nowym Świecie.
Biegnie wzdłuż Wisły. Jest przedłużeniem ul. Podzamcze, łączy ją z ul. Zwierzyniecką.
Powstała w miejscu dawnych stawów i nadwiślańskich mokradeł, było tutaj jedno z ujść Rudawy. Po zasypaniu stawów i regulacji Rudawy w drugiej połowie XIX wieku, powstała ulica nieformalnie nazywana Nad Wisłą. Oficjalnie taką nazwę otrzymała w 1881 roku. W 1903 zmieniono nazwę na obowiązującą obecnie.

## Zabudowa
Ulica zabudowana jest tylko po północnej stronie. Znajdował się przy niej zabytkowy Browar królewski, który wyburzono w 2002 roku a na jego miejscu zbudowano Hotel Sheraton. Przy ulicy stoi także kilka czynszowych kamienic.
Pod pobliskim placem na Groblach znajduje się pierwszy w Krakowie parking podziemny. Wzdłuż ulicy, od strony Wisły zlokalizowano parkingi dla autobusów turystycznych. U podnóża Wawelu znajduje się tam również wybudowane w latach 2009–2010 Centrum Obsługi Ruchu Turystycznego. Plac przed nim nazwano w 2012 r. imieniem Wielkiej Armii Napoleona. 
Na ulicy, podczas niemieckiej okupacji 11 lipca 1944, miał miejsce zamach na  SS-Obergruppenführera Koppego wysokiego funkcjonariusza okupanta. Fakt ten upamiętnia tablica umieszczona na kamienicy (ul. Powiśle 3).

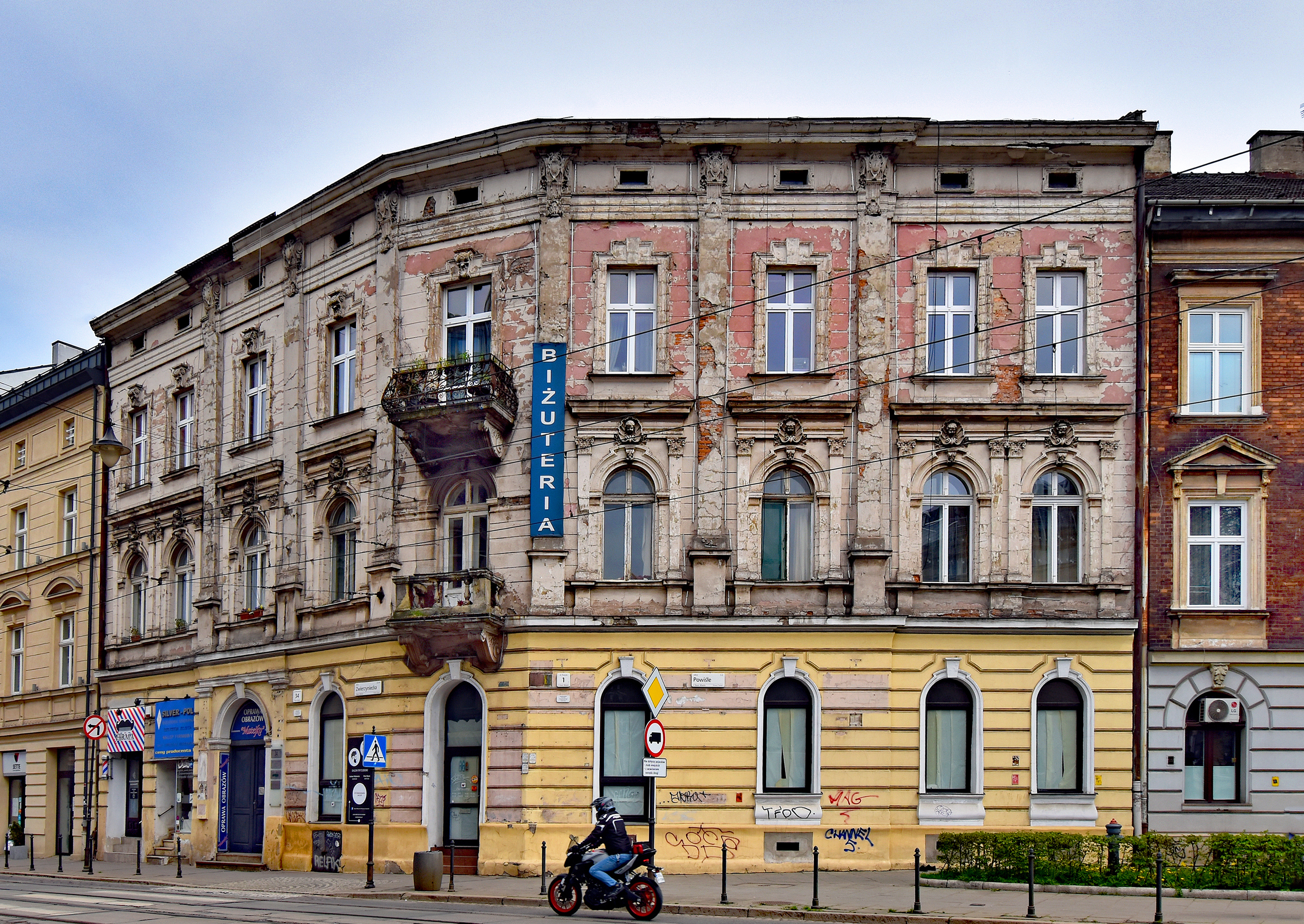
ul. Powiśle 1 (ul. Zwierzyniecka 34) Kamienica (proj. Beniamin Torbe, 1892)
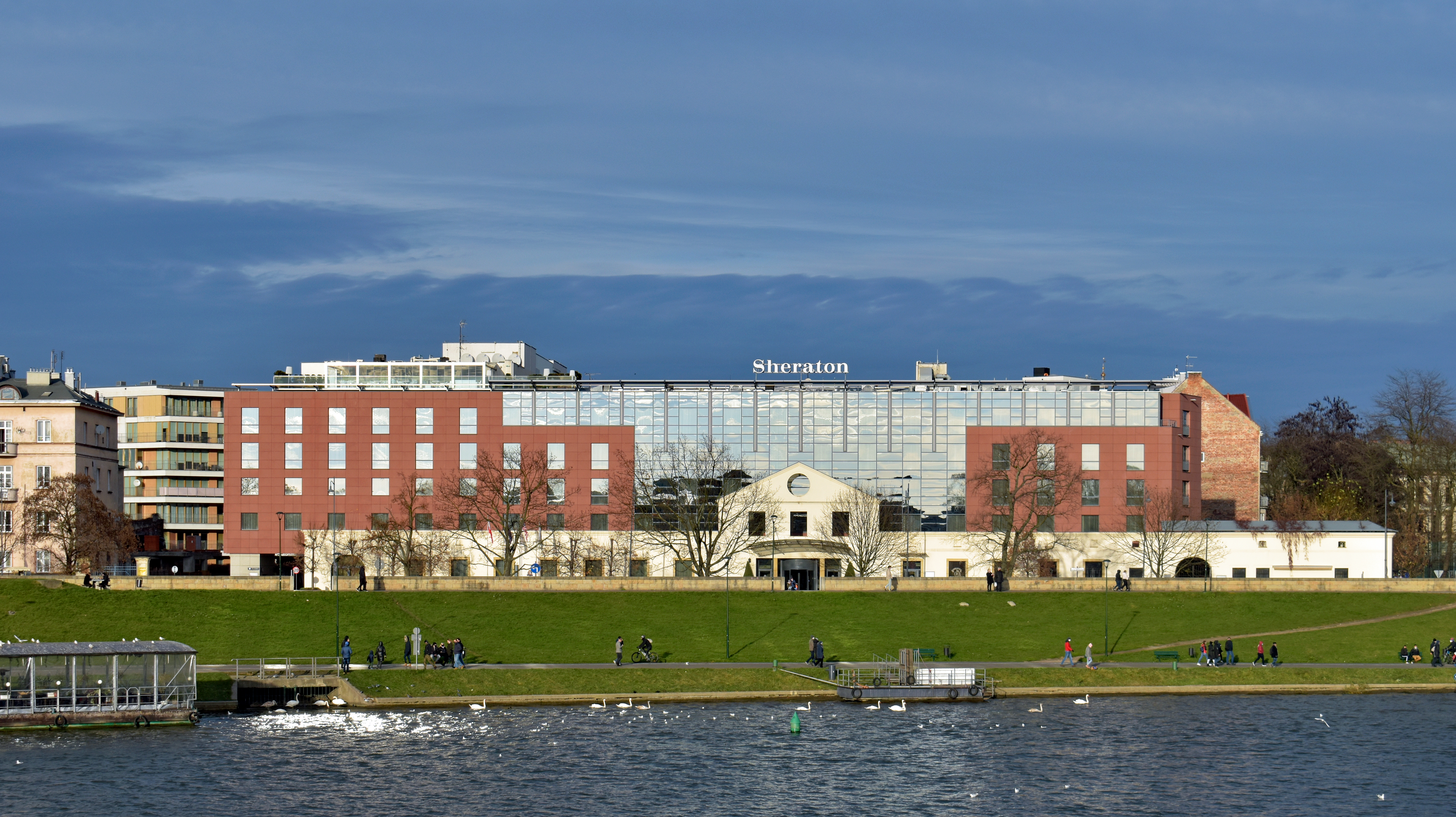
ul. Powiśle 7 Hotel Sheraton
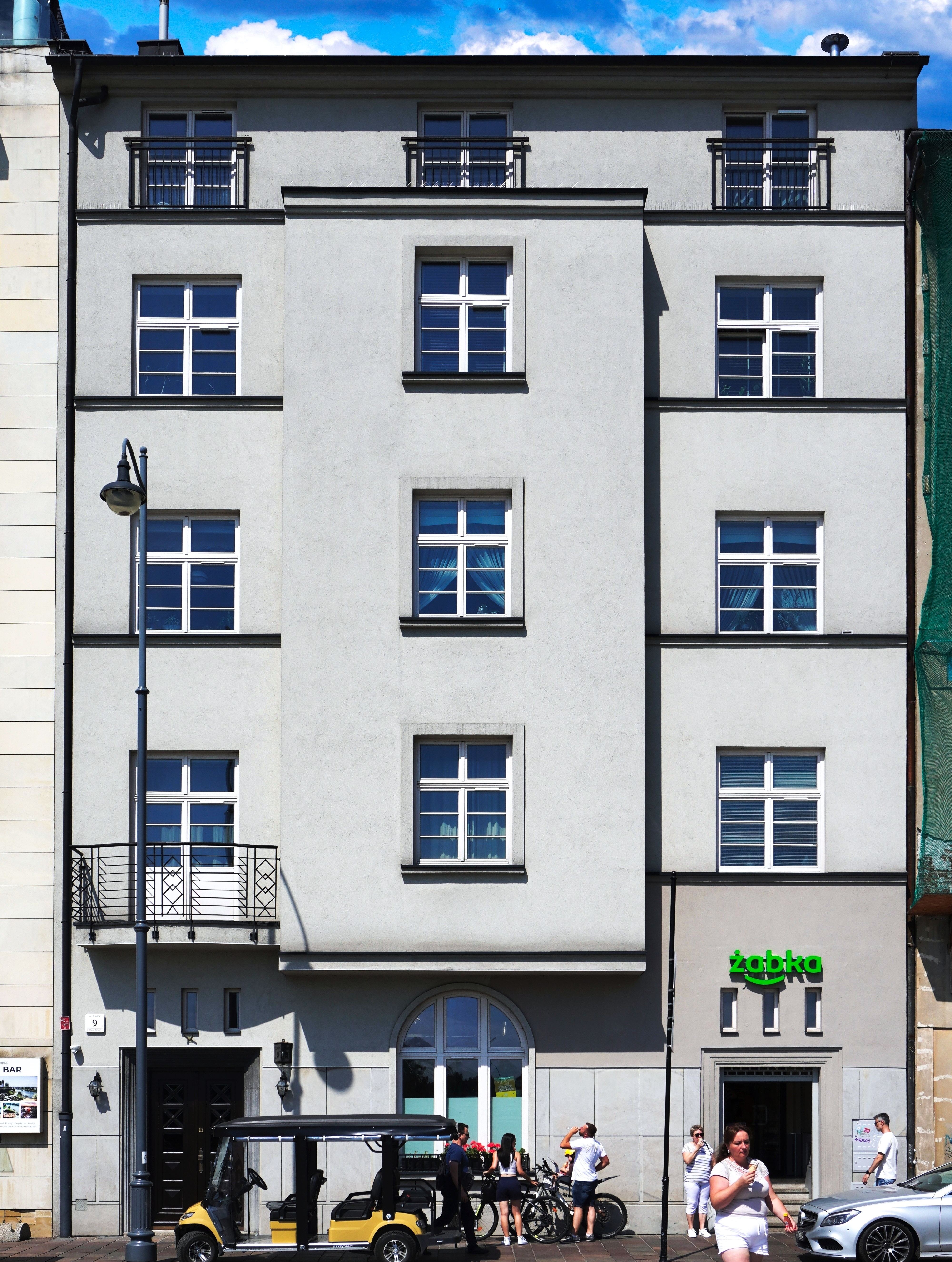
ul. Powiśle 9 Modernistyczna kamienica (ok. 1930)
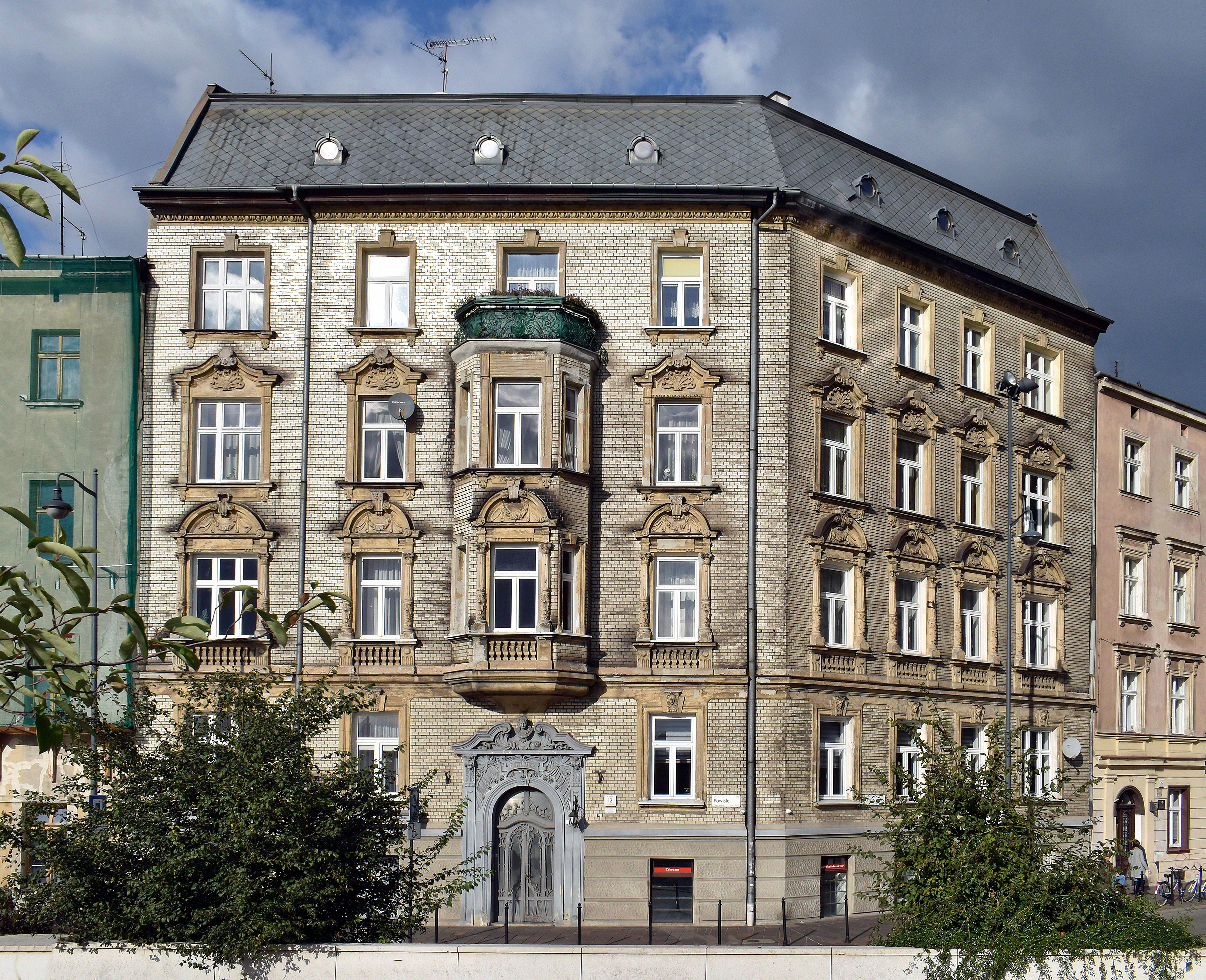
ul. Powiśle 12 (ul. Podzamcze 28) Kamienica, proj. Henryk Lamensdorf (1908)

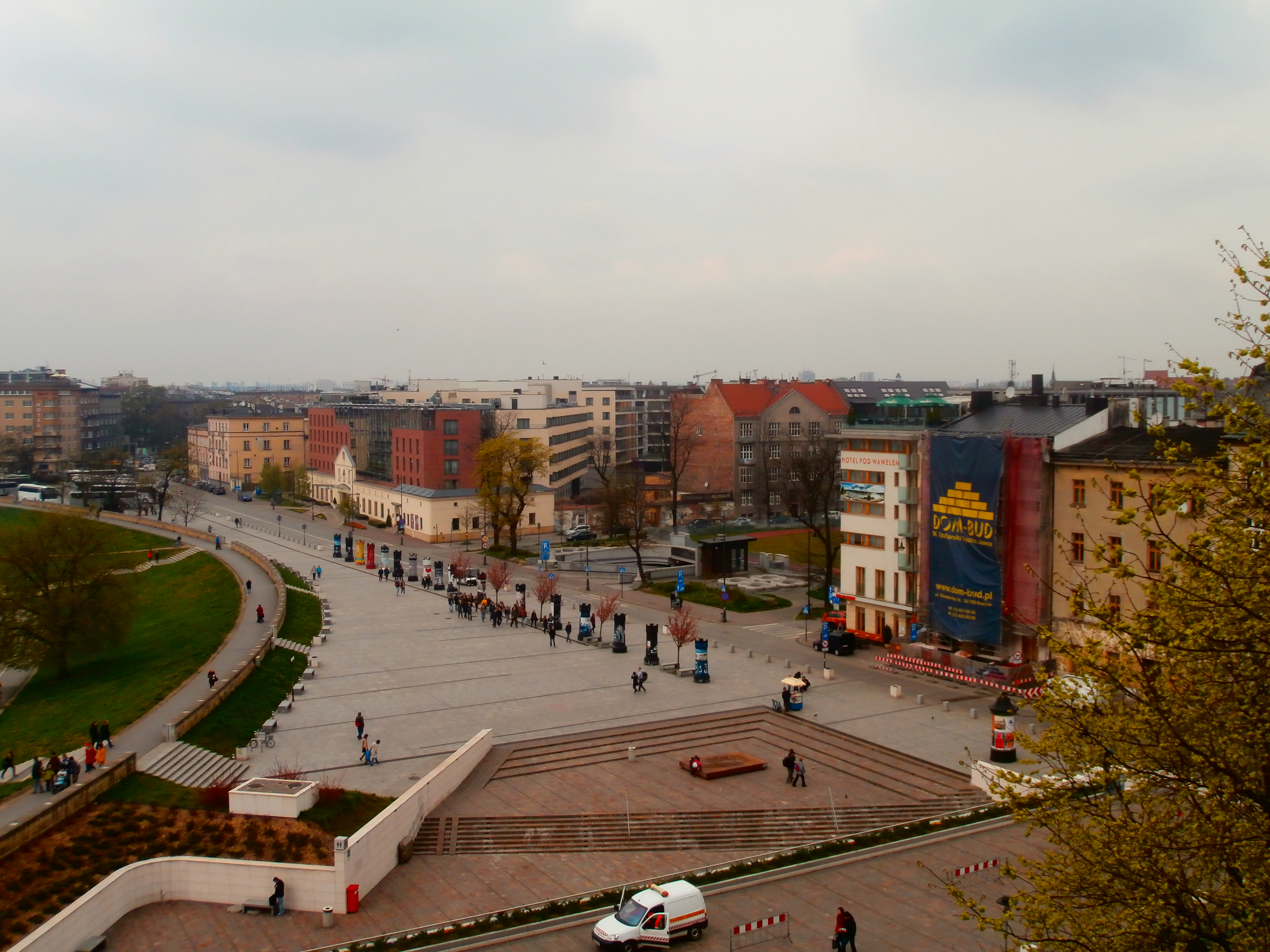
Widok na Ulicę Powiśle, Plac Wielkiej Armii Napoleona i Plac Na Groblach z Wawelu.
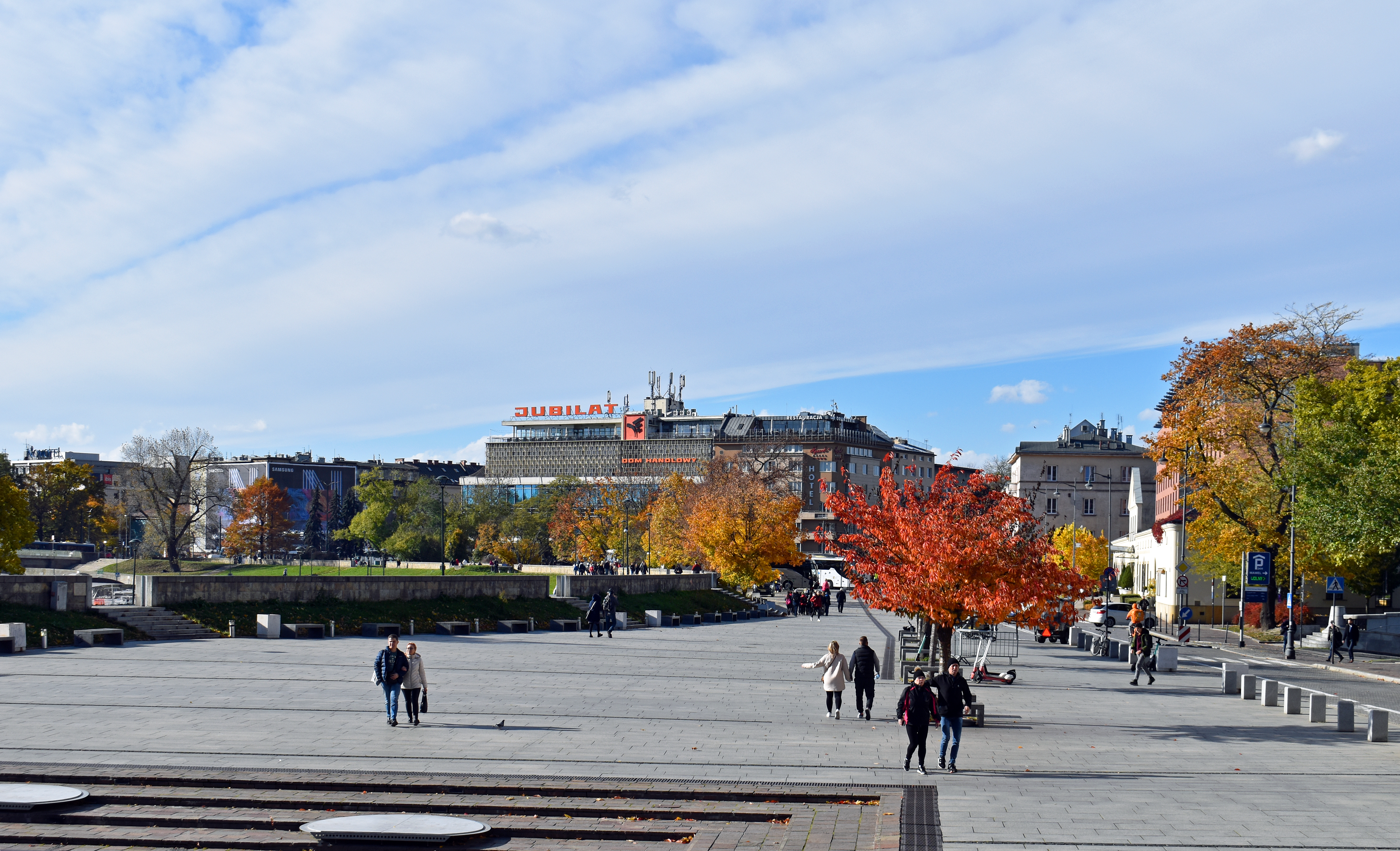
Widok na zachód i plac Wielkiej Armii Napoleona
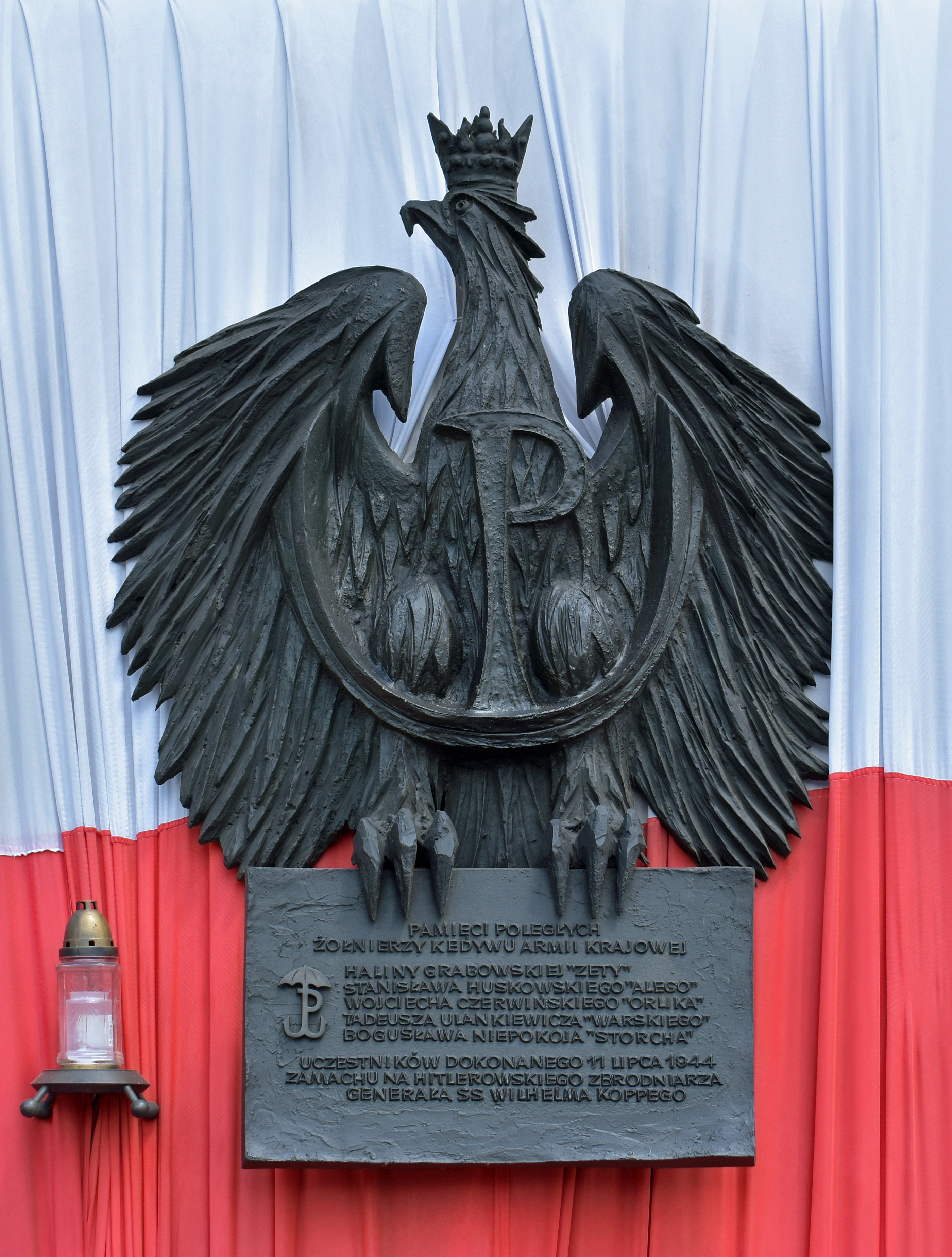
Tablica upamiętniająca poległych uczestników zamachu na Koppego ul. Powiśle 3
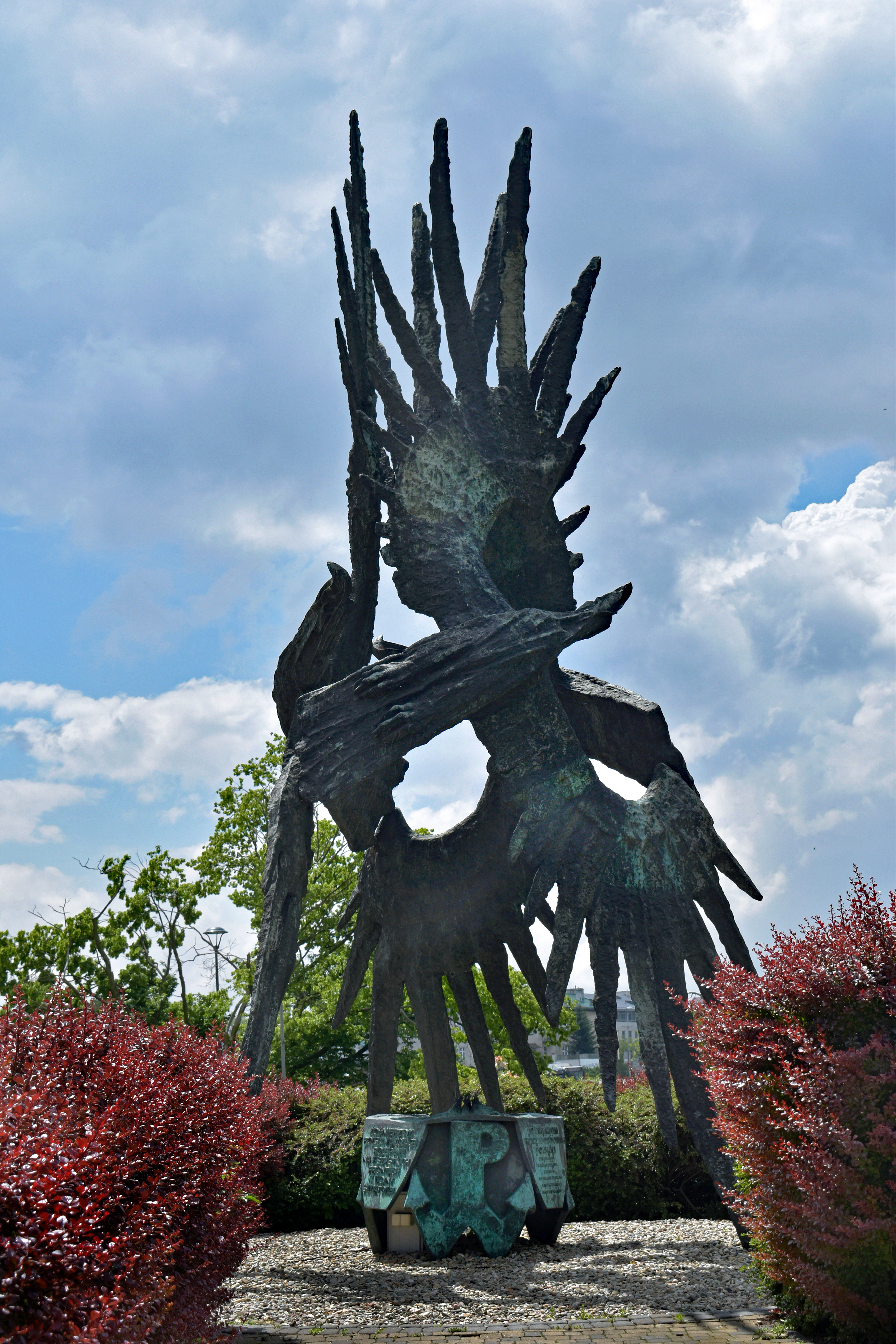
Pomnik „Żołnierzom Polskim Walczącym na Wszystkich Frontach II Wojny Światowej” proj. Bronisław Chromy, 1992

## Źródła
- Elżbieta Supranowicz Nazwy ulic Krakowa, Wydawnictwo Instytutu Języka Polskiego PAN, Kraków 1995, ISBN 83-85579-48-6